# دانشکده دندانپزشکی ایلام
دانشکده دندانپزشکی دانشگاه علوم پزشکی ایلام یکی از دانشکده‌های دندانپزشکی ایران وابسته به دانشگاه علوم پزشکی ایلام در ایلام است.

## تاریخچه
دانشکده دندانپزشکی ایلام در سال ۱۳۹۱ بنیانگذاری شد. هم‌اکنون ریاست این دانشکده را دکتر فهیمه فیلی برعهده دارد.